# Asklepiades z Samos

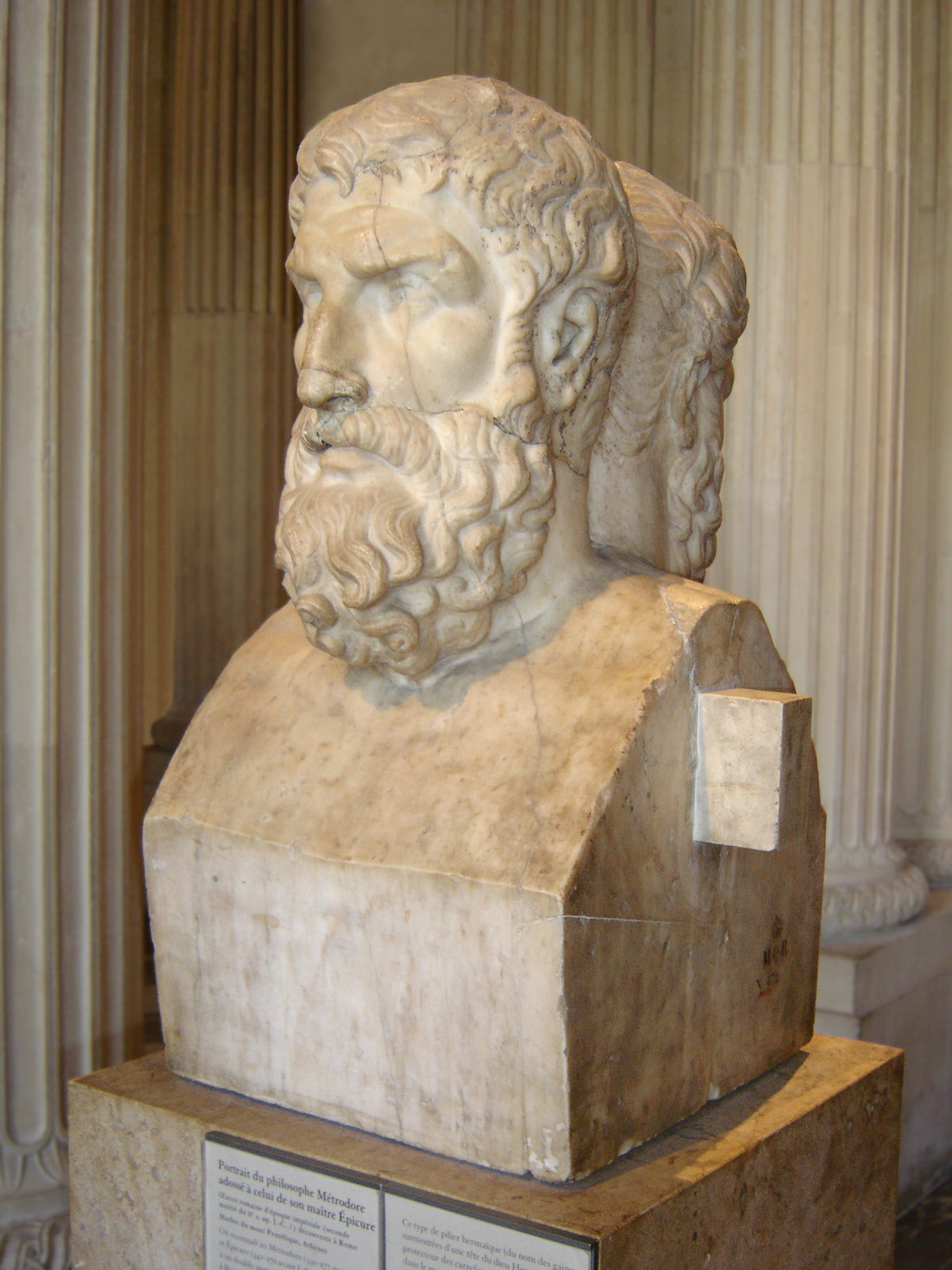
Asklepiades z Samos

Asklepiades z Samos (stgr. Ἀσκληπιάδης ὁ Σάμιος Asklepiades ho Samios; IV – III wiek p.n.e.) – grecki poeta, autor epigramatów. 
Podobnie jak Teokryt, z którym się przyjaźnił, mieszkał w Aleksandrii. Jego epigramaty mają głównie charakter erotyczny i biesiadny. 
Prawdopodobnie to od jego imienia pochodzi nazwa wiersza asklepiadejskiego (asklepiadej), który przed nim stosowała Safona, za jego czasów inni poeci aleksandryjscy (w tym Teokryt), a z rzymskich Katullus i Horacy.
Meleager z Gadary umieścił w swojej antologii epigramatów powstałej około 60 roku p.n.e. utwory Asklepiadesa. Dzięki temu z Antologii Palatyńskiej możemy poznać czterdzieści dwa jego epigramaty. 
Zobacz też: Antologia Palatyńska, poezja aleksandryjska, epigram, Meleager z Gadary.